# The Smiths (musikalbum)
The Smiths debutalbum, släppt den 20 februari, 1984.
Albumet var omtyckt av både musikrecensenter och allmänheten vilket ledde till en andraplats på den brittiska försäljningslistan och en 150:e plats på den amerikanska försäljningslistan. Albumet kom att etablera The Smiths som ett av de mer framstående banden inom 1980-talets musikscen i Storbritannien.

## Om albumet
I februari 1984 var gruppens skara av anhängare tillräckligt stor för att bandet skulle kunna släppa sin efterlängtade första skiva. Skivans stämning var dyster och saknade lite av den popiga energi som de tidigare singlarna hade haft. Den dystra stämningen slår igenom i låtar som "Still Ill" och "Suffer Little Children", den senare refererar till morden i Moors som inte bara lamslog Manchester, utan hela England på 60-talet.
Detta album blev extra viktigt och inflytelserikt för att det gick emot den övervägande delen av den populärmusik som rådde under det tidiga 80-talet. Albumet stod i stark kontrast mot syntpopen och post-punk-genrerna, albumet präglades av Johnny Marrs melodiösa gitarr-rock och Morrisseys på ytan förtvivlade men intelligenta texter, hans unika röst, och hans motsträviga sångstruktur.

### Omslaget
Omslaget för detta album var designat av Morrissey. Joe D'Allesandro pryder omslaget. Bilden är tagen från en av Andy Warhols filmer från 1968, nämligen Flesh, som filmades av Paul Morrissey. D'Allesandro spelar i denna film den prostituerade Joe. Bilden är beskuren av Morrissey och hela bilden visar även en manlig klient vid sidan av Joe. (Omslaget finns länkat i sektionen "Externa länkar".)

## Låtlista

### LP

#### Sida A
1. Reel Around the Fountain
2. You've Got Everything Now
3. Miserable Lie
4. Pretty Girls Make Graves
5. The Hand That Rocks the Cradle

#### Sida B
1. This Charming Man (bara vissa utgåvor)1
2. Still Ill
3. Hand in Glove
4. What Difference Does It Make?
5. I Don't Owe You Anything
6. Suffer Little Children

### CD
Samma som LP-utgåvan.1
1 "This Charming Man" fanns inte med på de europeiska utgåvorna av skivan. Däremot fanns den med på den amerikanska versionen, eftersom låten inte släppts som singel i USA. När WEA gav ut alla Smiths-skivor igen, 1992, användes den amerikanska skivan som förlaga.

## Medverkande

### Bandet
- Morrissey - sång
- Johnny Marr - gitarr, munspel
- Andy Rourke - basgitarr
- Mike Joyce - trummor

### Extra musiker
- Annalisa Jablonska - röst på "Pretty Girls Make Graves" och "Suffer Little Children"
- Paul Carrack - keyboard-instrument

### Teknisk personal
- John Porter – producent, remix ("Hand in Glove")
- The Smiths – producenter ("Hand in Glove")
- Phil Bush, Neil King – ljudtekniker